# Krambek (Pinnau)
|  | Per a altres significats, vegeu «Krambek». |

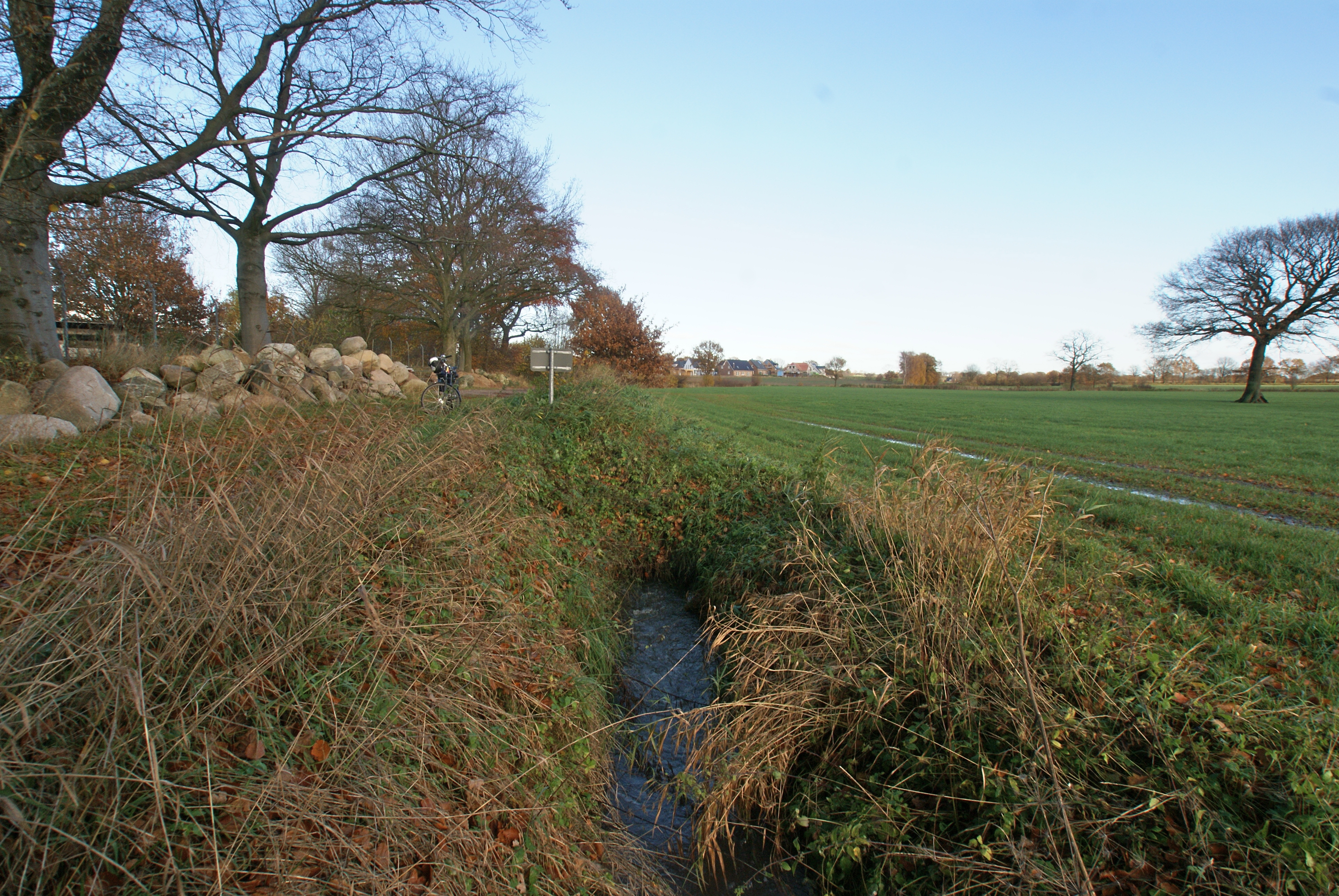
La font del Krambek a Kisdorf

El Krambek (en baix alemany Krambeek) és el primer afluent del Pinnau que neix a Kisdorf (baix alemany Kisdörp) a l'estat de Slesvig-Holstein (Alemanya) i desemboca al Pinnau al lloc dit Henstedter Baum a Henstedt-Ulzburg.
Conflueix amb el Pinnau als prats molls de la Pinnauniederung. Des de la fi del segle xx, l'ajuntament d'Henstedt-Ulzburg va començar a crear tota una sèrie de senders per a passejants i ciclistes. Ja el 1999, la xarxa comptava amb 25 km de passejos per a vianants lents. A Henstedt, creua el parc Bürgerpark al qual es va crear un estany adornat de blocs erràtics trobat tot arreu al municipi d'Henstedt.

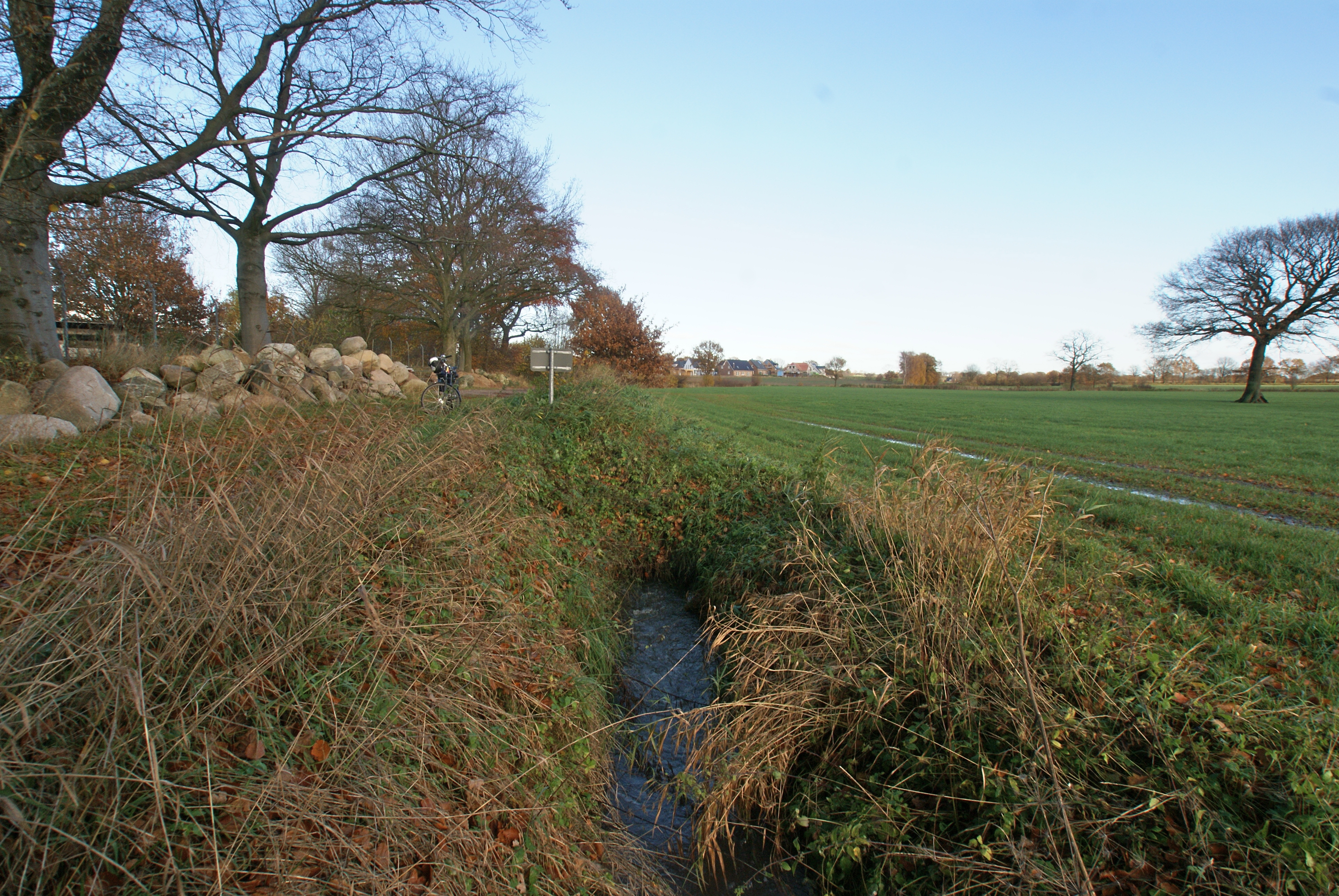
La font a Kisdorf
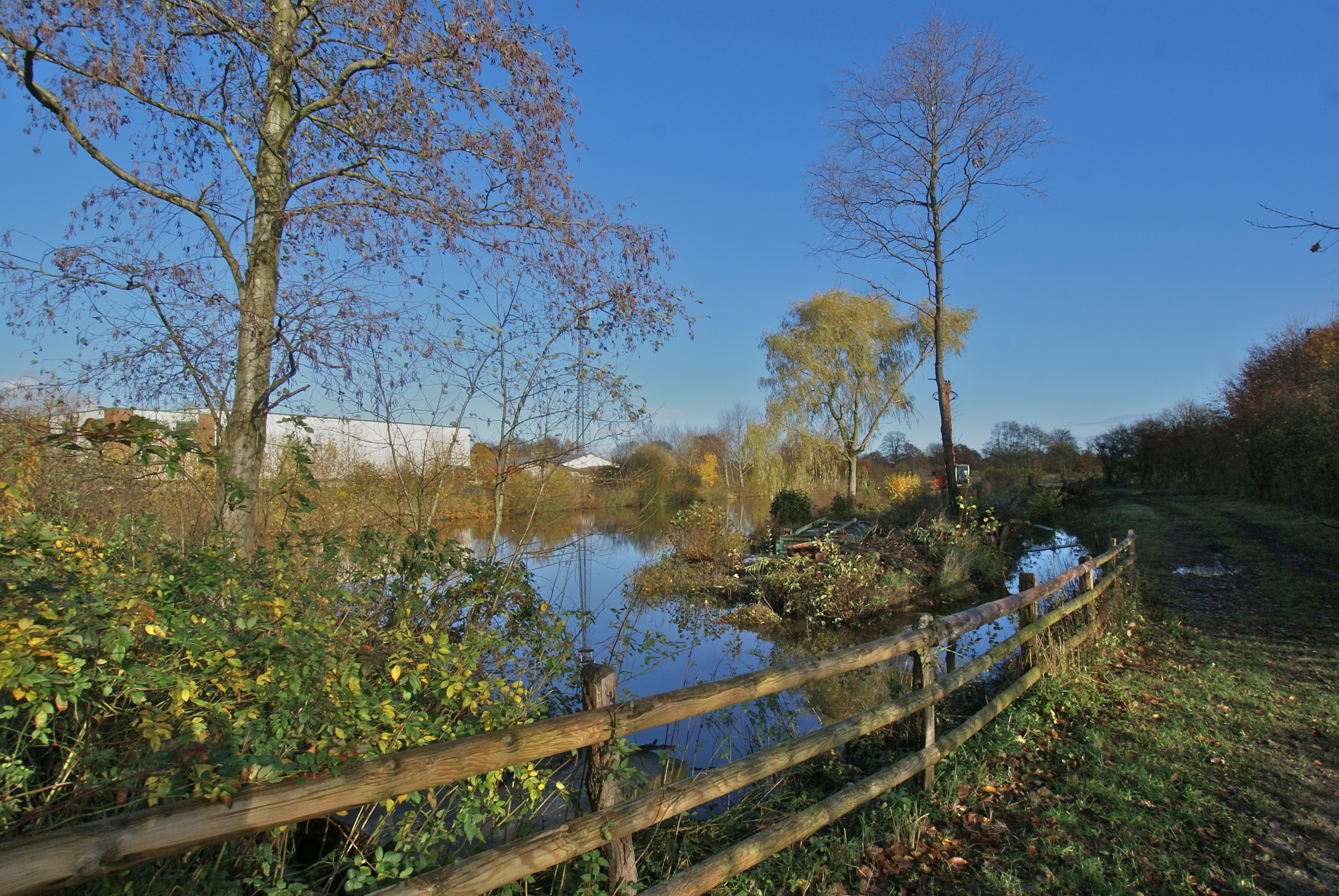
Estany de retenció a Kisdorf
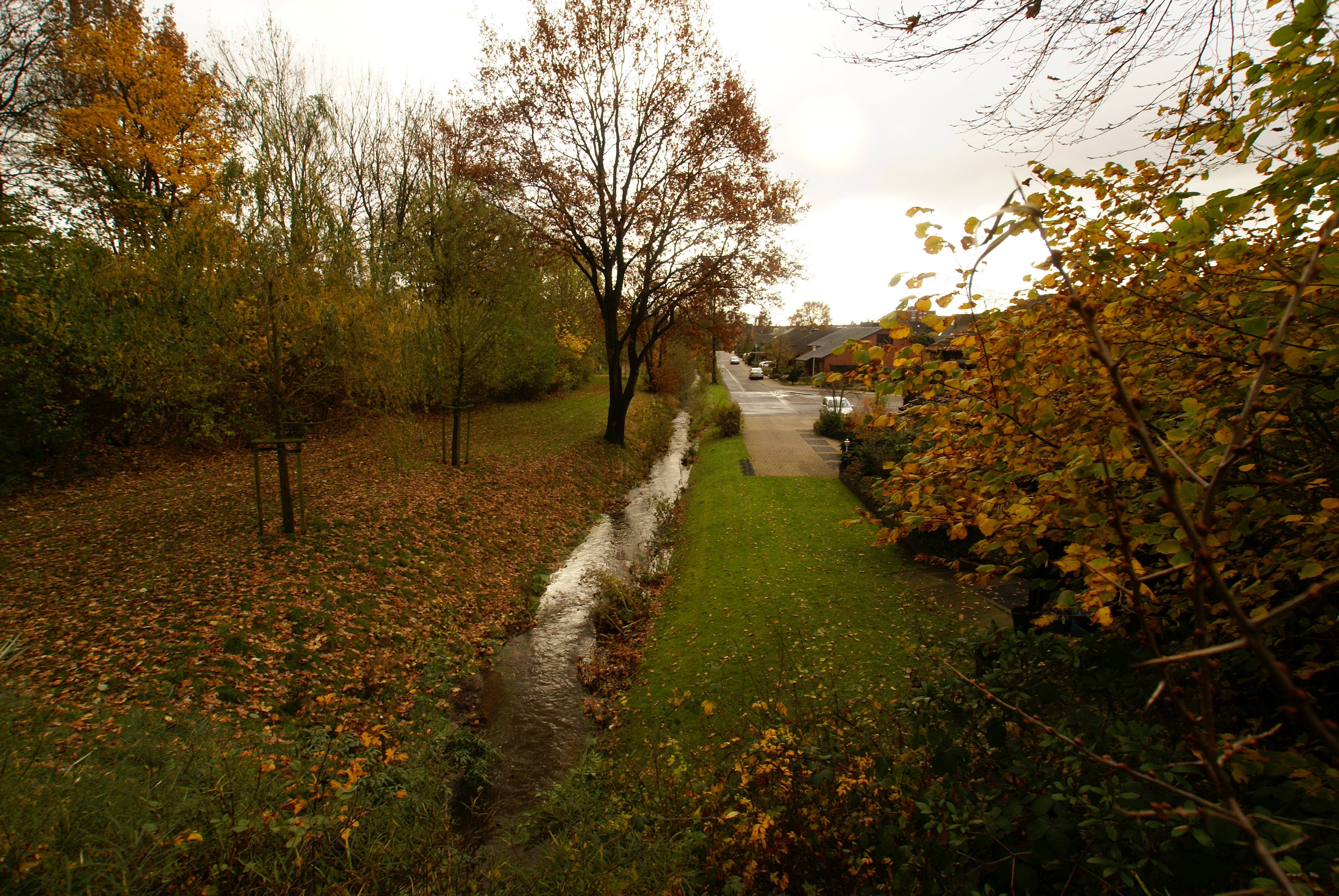
El riu vist del talús de l'antic ferrocarril EBO Elmshorn-Barmstedt-Oldesloe
Estany i piscina oberta al marge del Krambek a Henstedt

El Krambeek passa sota el carrer Maurepasstraße
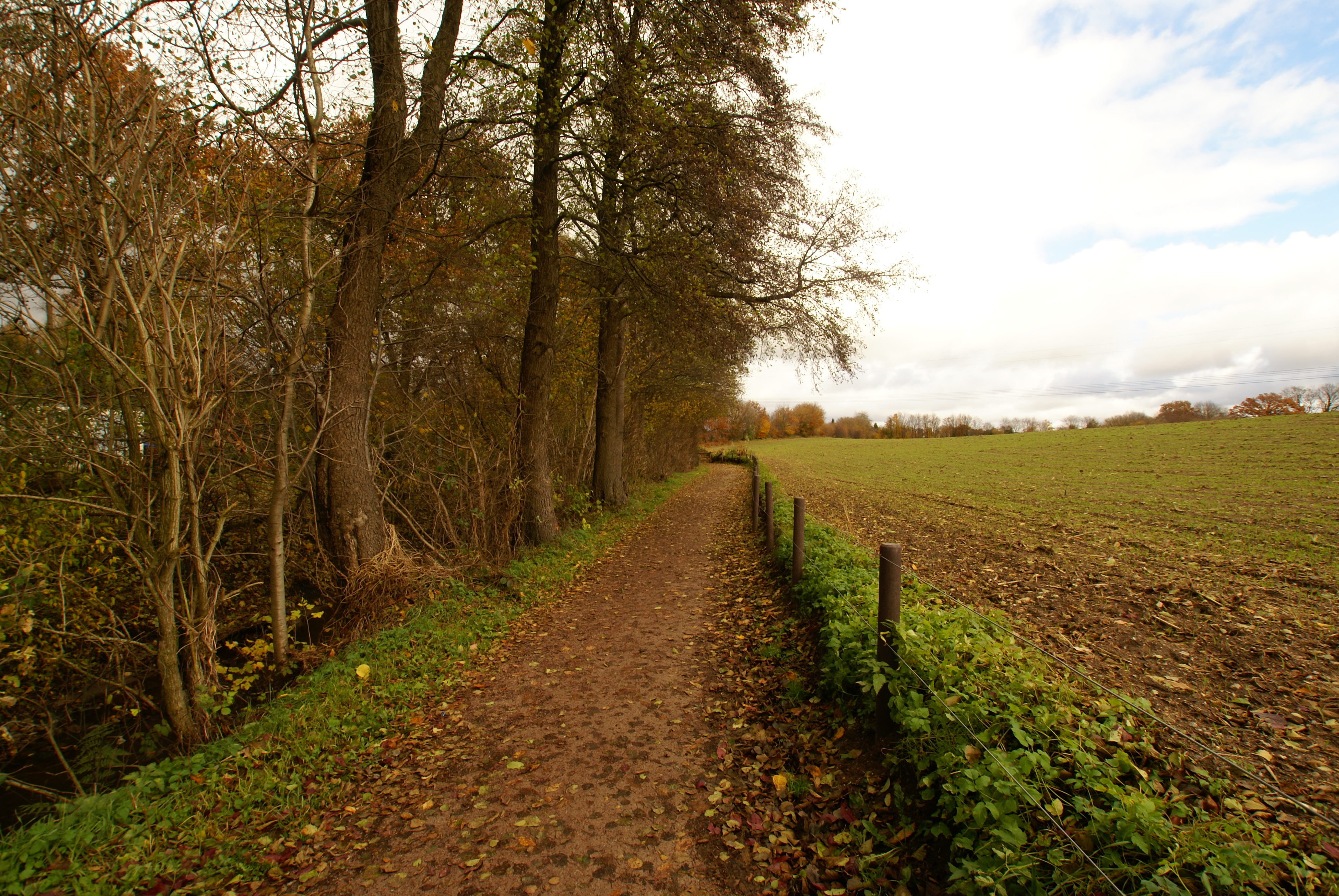
El sender a Henstedt
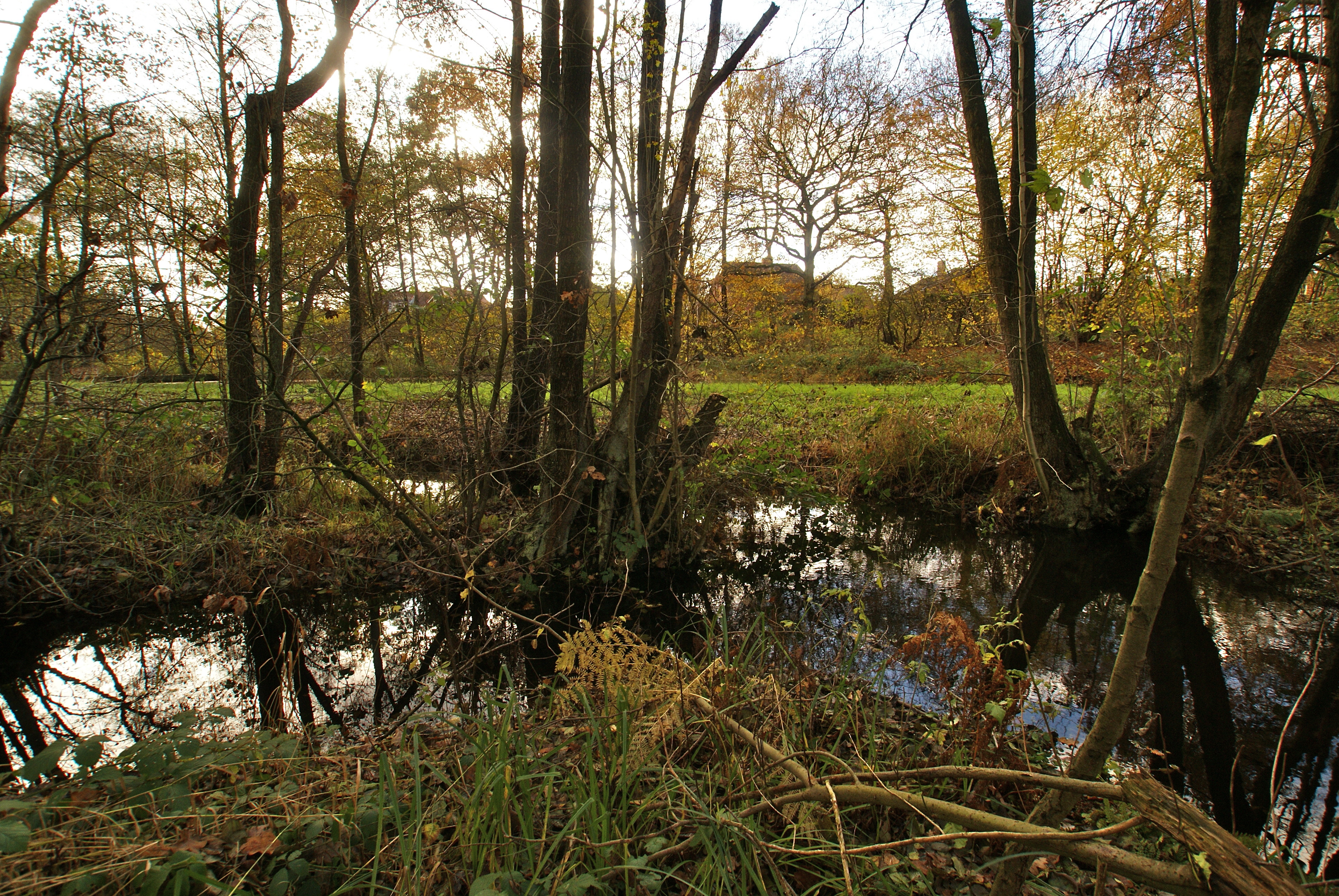
Confluència amb el Pinnau
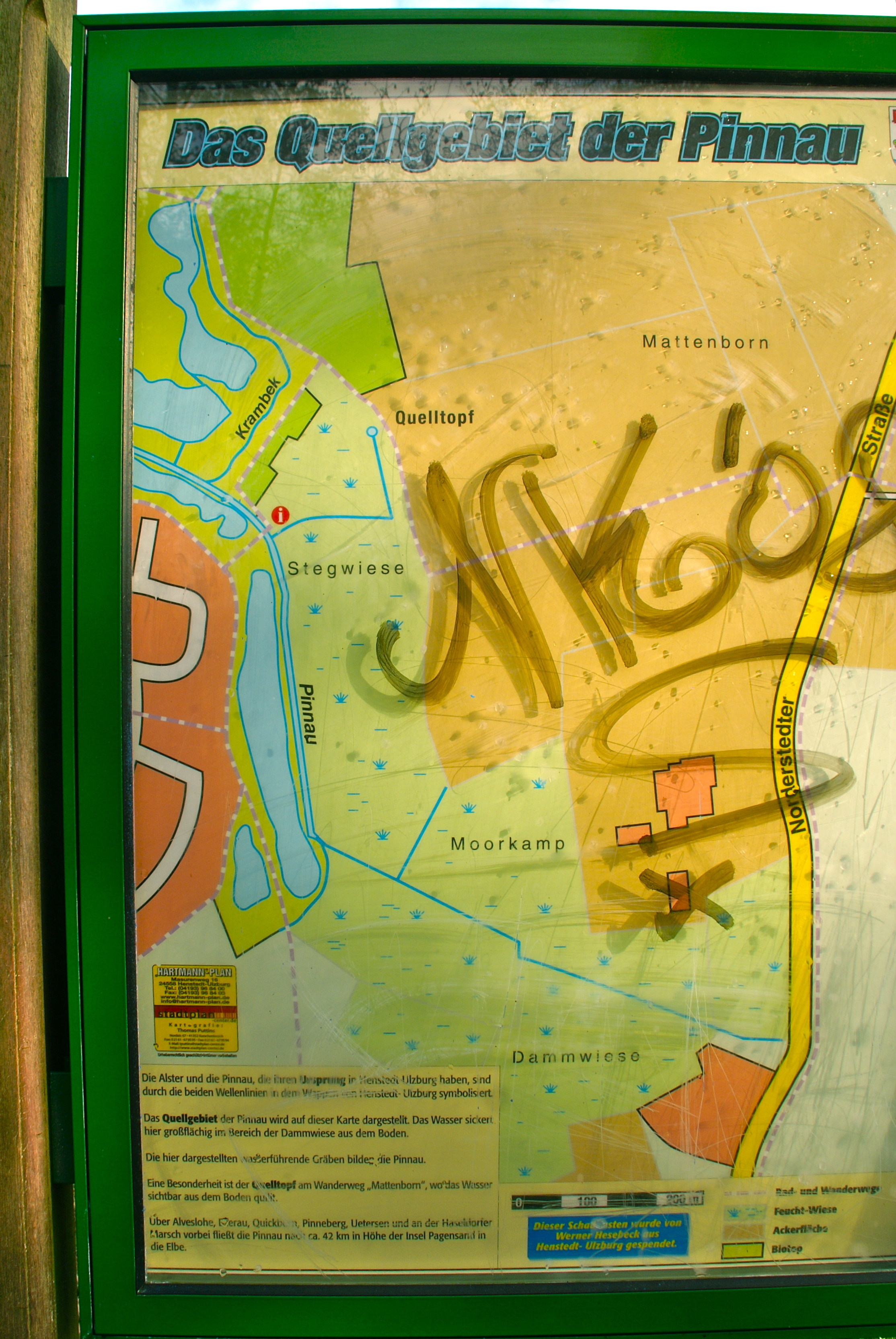
Mapa de la confluència amb el Pinnau

1. ↑  Henstedt-Ulzburg: Ein Wanderparadies in: Hamburger Abendblatt, 27 de juliol de 1999, pàgina 1
2. ↑  Bürgerpark ist bald ein Naherholungsgebiet in Hamburger Abendblatt, 23 de juny de 2004